# Ouro Verde (telenovela)
Ouro Verde é uma telenovela portuguesa produzida pela Plural Entertainment e transmitida pela TVI de 8 de janeiro a 3 de outubro de 2017 substituindo A Única Mulher e sendo substituída por A Herdeira. Foi escrita pela estreante Maria João Costa, e foi realizada por Hugo de Sousa, Joel Monteiro, Nuno Franco, Paulo Brito e dirigida por Hugo de Sousa. Foi gravada em Portugal e no Brasil com algumas cenas também gravadas em Madrid, na Espanha e ainda em Genebra, na Suíça.
Foi protagonizada por Diogo Morgado, Joana de Verona, Luís Esparteiro, Ana Sofia Martins e Sílvia Pfeifer.
É a novela mais vista da TVI desde que a GFK mede as audiências, alcançando 14,0%/29,1%.
Esteve em exibição na TVI Ficção, substituindo Santa Bárbara e sendo substituída por Ninguém Como Tu.
Começou a ser novamente reposta na TVI Ficção a partir de 1 de fevereiro de 2021, substituindo A Única Mulher. Numa semana começou apenas a dar no horário das 2h, sendo na sua terceira semana de exibição erradicada da programação. Voltou à TVI Ficção em fevereiro de 2025, na "encarnação" daquele canal como canal FAST.
A 6 de junho de 2022, Ouro Verde regressa à antena da TVI, no horário entre as 18h e as 19h, de forma a substituir os diários do Big Brother - Desafio Final. Com a estreia, em setembro, do Big Brother 2022, o horário ocupado anteriormente por esta reposição da novela passam a servir para a emissão dos diários do reality show, sendo que Ouro Verde passa para as madrugadas do canal. Esta reposição termina a 19 de novembro de 2022, sendo substituída por uma reposição de Louco Amor.
Em 2023, foi transmitida pela TVI Internacional.

## Sinopse
Jorge Monforte (Diogo Morgado) é um empresário brasileiro, dono do império Ouro Verde (Brasil), um dos líderes mundiais no mercado agropecuário. Acaba de adquirir uma importante participação no Banco Brandão Ferreira da Fonseca (BBFF), uma empresa familiar liderada pelo poderoso banqueiro português Miguel Ferreira da Fonseca (Luís Esparteiro), conquistando um assento no restrito conselho de administração da instituição. A novidade não é bem acolhida na família do banqueiro, que suspeita das reais intenções daquele estrangeiro. O que não passa pela cabeça de ninguém é que Jorge Monforte seja a nova identidade de Zé Maria Magalhães, dado como morto há 15 anos, que volta agora para fazer justiça pela morte da sua família.

### 1ª parte
João Magalhães (Paulo Pires), o seu pai, era diretor financeiro do BBFF quando rebenta um escândalo que envolve o banco num complicado esquema de fraude e desvio de capital. João é usado como bode expiatório ao ser acusado do golpe. Começa a ser investigado e o seu nome é achincalhado nos jornais. Para se defender, João ameaça Miguel, garantindo que denuncia todos os esquemas sujos do banco se não o tirarem daquela situação e Miguel percebe que, vivo, ele é uma bomba-relógio. É assim que um assassino é enviado a sua casa para simular um suicídio. Acontece que a sua família, que tinha saído, por azar, volta atrás, surpreende a cena e acaba morta, com exceção de Zé Maria que, miraculosamente, sobrevive.
Depois de seis meses em coma, Zé Maria acorda. Mas está muito confuso sobre a noite fatídica. Miguel, ao saber do ocorrido, fica apreensivo, com medo que ele se lembre de algo que o possa comprometer e finge-se preocupado com o rapaz. Quando Zé Maria decide retomar a sua vida, procura Miguel para arranjar trabalho e cruza-se com o assassino da sua família, que não identifica de imediato. Nesse mesmo dia, esbarra ainda com Bia Ferreira da Fonseca (Joana de Verona), mas não fica a saber que ela é filha de Miguel. Há amor à primeira vista, mas Zé Maria tem outras preocupações, pois a sua memória volta, ele junta as peças e percebe que Miguel é o mandante do crime odioso que matou toda a sua família.
Rapidamente, percebe que corre risco de vida e decide fugir, mas não sem quase ser morto de novo pelo assassino e, por um acaso da vida, ser salvo por Bia. Zé Maria acaba por passar uns dias com ela, apaixonam-se perdidamente um pelo outro, até que o rapaz é mesmo obrigado a fugir para longe e parte para o Rio de Janeiro. Os dois sofrem muito com a separação. Já no Brasil, Zé Maria é roubado e fica sem o contacto de Bia, perdendo-a de vista. É no Rio de Janeiro, num ímpeto de coragem, que Zé Maria acaba por salvar de uma situação de perigo Januário Cavalcantti (Gracindo Júnior), um importante coronel com vastas propriedades na região da Amazónia. Este encontro improvável vai mudar a sua vida, pois este homem, uns meses depois, vai acolhê-lo e ajudá-lo, dando-lhe trabalho como peão na fazenda.
A relação entre os dois vai crescer e, quando o coronel morre, Zé Maria, agora já com uma nova identidade, Jorge Monforte, herda toda a fortuna. Anos depois, mais poderoso do que nunca, graças ao crescimento do negócio do gado e da soja, e já com uma posição de peso no BBFF, Jorge decide que é hora de voltar a Portugal e acertar contas com o passado. A sua família tem de ser vingada. Jorge quer limpar o nome do pai e fazer justiça por toda a família que morreu. Quer ver Miguel Ferreira da Fonseca na miséria, com o nome enxovalhado nos jornais. Os dados estão lançados quando Jorge é chamado de urgência a uma das suas fazendas, onde ocorre um forte protesto ambiental contra o grupo Ouro Verde. Entre os manifestantes, Jorge identifica Bia, hoje ativista ambiental, que não via há 15 anos, supostamente um assunto arrumado na sua vida. O coração de Jorge dispara ao vê-la e ele percebe que aquela paixão está longe de estar acabada. Agora como vai ele resolver o facto dela ser filha do homem que está prestes a destruir? Isso é algo que ela pode nunca lhe perdoar, porque a verdade é que, se Jorge destruir a família Ferreira da Fonseca, de alguma forma, vai estar a fazer com Bia o mesmo que o banqueiro fez com Jorge, no passado.

### 2ª parte
Passados seis meses, Bia e Jorge regressam à “Ouro Verde” e são recebidos por Aparecida, Neném, António e Henrique. Jorge não perde tempo em contar a novidade aos amigos e diz que conseguiram provar que ele matou Edu em legítima defesa e, por isso, foi absolvido. Bia descobre que o bebe será uma menina, e irá chamar-se Madalena.
Mesmo atrás das grades, Miguel não se esquece do que prometeu e consegue descobrir quem é o filho de Vera. A chefe de cozinha vai visitá-lo à prisão e fica surpreendida quando este lhe diz que descobriu quem é o seu filho. O banqueiro entrega-lhe um papel com uma fotografia e esta fica em choque ao perceber que é mãe de Henrique.
Após ter sido acusada de negligenciar o tratamento de Sol, Inês foge com a filha para o estrangeiro à procura de tratamentos alternativos. De regresso a Portugal, a ambientalista vai até ao hospital onde encontra Guilherme, a quem justifica a ausência, garantindo-lhe que a filha está bem e que vai visitá-lo em breve. Acompanhada por Gonçalo, Inês vai falar com Rodolfo, que fica em choque quando Inês lhe diz que os tratamentos resultaram e que o tumor de Sol está em remissão total.

### Final
Está tudo a postos para o casamento de Bia e Jorge. O padre dá início à cerimónia e na altura da troca de alianças, Jorge tira da caixa duas medalhas de São Jorge que lhe foram oferecidas pela mãe e simbolizam o amor de Jorge e Bia. A cerimónia corre bem e todos aplaudem a consumação do casamento. Todos estão felizes pois tudo estava bem. Pelo menos era o que parecia. Nesse momento, aparece Miguel, disparando para o ar e pronto a matar Jorge. O pânico instala-se e Miguel aponta a arma a Jorge, que lhe pede para ter calma, acrescentando que ele não iria sair com vida da fazenda, ao que ele responde que seria uma coisa que ambos teriam em comum. Miguel diz a Jorge que ele lhe deu cabo da vida e decide acabar com a vida do rival. No entanto, Bia tira a arma a Edson e aponta-a ao pai, dizendo que para matar Jorge, teria que a matar primeiro. Já não tendo nada a perder, Miguel não hesita em matar a própria filha e dá-se uma troca de tiros. Bia acerta em cheio no coração de Miguel, que cai morto no chão. Já o tiro de Miguel acerta no braço de Jorge, que se põe à frente da amada para lhe salvar a vida. Bia vai ao encontro de Jorge, que lhe diz estar bem. O mesmo não se podia dizer de Miguel. Todos podiam finalmente respirar de alívio pois estavam livres das maldades do vilão.

## Elenco
| Atores                               | Personagens                                      | Partes           | Partes           |
| Atores                               | Personagens                                      | 1                | 2                |
| Elenco Principal                     | Elenco Principal                                 | Elenco Principal | Elenco Principal |
| ------------------------------------ | ------------------------------------------------ | ---------------- | ---------------- |
| Diogo Morgado                        | José Maria «Zé Maria» Magalhães / Jorge Monforte | Protagonista     | Protagonista     |
| Joana de Verona                      | Beatriz «Bia» Ferreira da Fonseca                | Protagonista     | Protagonista     |
| Luís Esparteiro                      | Miguel Ferreira da Fonseca                       | Antagonista      | Antagonista      |
| Ana Sofia Martins                    | Vera Andrade                                     | Antagonista      | Antagonista      |
| Sílvia Pfeifer                       | Mónica Brandão Ferreira da Fonseca               | Protagonista     | Protagonista     |
| Manuela Couto                        | Amanda Nascimento Ferreira da Fonseca            | Regular          | Regular          |
| Nuno Homem de Sá                     | Otelo Monteiro/Ferreira da Fonseca               | Regular          | Regular          |
| Dina Félix da Costa                  | Rita Ferreira da Fonseca                         | Regular          | Regular          |
| Nuno Pardal                          | António Ferreira da Fonseca                      | Regular          | Regular          |
| Rui Mendes                           | José Ferreira da Fonseca                         | Regular          | Regular          |
| Bruno Cabrerizo                      | Laurentino da Silva                              | Regular          | Regular          |
| Vítor D'Andrade                      | Lúcio Sampaio                                    | Regular          | Regular          |
| Sofia Grillo                         | Paula Sampaio                                    | Regular          | Regular          |
| Mafalda Marafusta                    | Cátia Sampaio                                    | Regular          | Regular          |
| Fernando Pires                       | Gonçalo Santiago                                 | Regular          | Regular          |
| Sofia Escobar                        | Inês Santiago                                    | Regular          | Regular          |
| Susana Arrais                        | Jéssica Andrade                                  | Regular          | Regular          |
| Pedro Hossi                          | Hadjalmar «Hadja» Andrade                        | Regular          | Regular          |
| Pedro Carvalho                       | Tomás Ferreira da Fonseca                        | Regular          | Regular          |
| Inês Nunes                           | David / Catarina Nascimento                      | Regular          | Regular          |
| Sofia Nicholson                      | Judite Sampaio                                   | Regular          | Regular          |
| José Wallenstein                     | Joaquim Fernandes                                | Regular          | Regular          |
| Pedro Lamares                        | Francisco Dias Pimentel                          | Regular          | Regular          |
| Ângelo Torres                        | Padre Sebastião                                  | Regular          | Regular          |
| Fredy Costa                          | Tiago Andrade                                    | Regular          | Regular          |
| Cassiano Carneiro                    | Edson Fagundes                                   | Regular          | Regular          |
| Diogo Branco                         | Sérgio Sampaio                                   | Regular          | Regular          |
| Rodrigo Paganelli                    | Salvador Ferreira da Fonseca                     | Regular          | Regular          |
| Daniela Melchior                     | Cláudia Andrade                                  | Regular          | Regular          |
| Júlia Palha                          | Sancha Ferreira da Fonseca                       | Regular          | Regular          |
| João Correia                         | Bernardo Ferreira da Fonseca                     | Regular          | Regular          |
| Zezé Motta                           | D. Nénem                                         | Regular          | Regular          |
| Ana Saragoça                         | Laurinda                                         | Regular          | Regular          |
| Adriano Toloza                       | Eduardo «Edu»                                    | Regular          | Ausente          |
| Úrsula Corona                        | Valéria de Scarpa                                | Regular          | Ausente          |
| Mónica Duarte                        | Mafalda Ferreira da Fonseca                      | Participação     | Ausente          |
| Isabel Medina                        | Maria Teresa Cunha Teles                         | Ausente          | Regular          |
| Elenco Infantil                      |                                                  |                  |                  |
| Ema Melo                             | Sol Santiago Andrade                             | Infantil         | Infantil         |
| Dylan Miguel                         | Henrique Silva Andrade                           | Infantil         | Infantil         |
| Gonçalo Oliveira                     | Guilherme Simões                                 | Infantil         | Adicional        |
| Sofia Franco                         | Nadine Santos                                    | Infantil         | Adicional        |
| Participação Especial                |                                                  |                  |                  |
| Gracindo Júnior                      | Januário Cavalcantti                             | Participação     | Ausente          |
| Participação especial no 1º episódio |                                                  |                  |                  |
| Paulo Pires                          | João Magalhães                                   | Participação     | Ausente          |
| Sílvia Rizzo                         | Madalena Magalhães                               | Participação     | Ausente          |

## Elenco Adicional
- Adérito Lopes - Comentador de Televisão (Jornal Nacional)
- Adriana Faria - Repórter
- Ana Saragoça
- António Évora
- Augusto Portela
- Bruno Bravo
- Carla Bolito
- Catarina Siqueira - Enfermeira Dora
- Daniela Faria
- Eduardo Gaspar - Josildo
- Figueira Cid
- Igor do Vale - Repórter
- João Craveiro - Pezão
- João Nunes Monteiro
- Joaquim Frazão - Homem
- Jorge Pinto - Condutor que ajuda Bia e Zé Maria depois do acidente
- Lourenço Seruya - Funcionário da Casa dos Animais
- Magnum Alexandre Soares - Jamisbraun
- Manuel Sá Nogueira
- Margarida Videira - Funcionária do Consulado
- Mariema (†)
- Miguel Monteiro - Doutor Lemos
- Nilson Muniz - Delegado Wellington
- Nuno Porfírio
- Nuno Távora
- Paula Luiz
- Paula Só
- Paulo Pinto - Arnaldo
- Susana João

## Banda sonora
A banda sonora original da telenovela foi lançada no dia 12 de maio de 2017. O CD traz 19 canções, incluindo o tema principal da produção.
| N.º | Título                  | Música                       | personagem         | Duração |  |
| 1.  | "I Need This Girl"      | Virgul                       | Genérico           | 3:49    |  |
| 2.  | "Todo Teu"              | Anselmo Ralph                | Vera e Jorge       | 4:02    |  |
| 3.  | "A Cada Passo"          | Átoa                         | Gonçalo            | 3:35    |  |
| 4.  | "Blind Woman"           | Aurea                        |                    | 3:35    |  |
| 5.  | "Tu És Tão Linda"       | Badoxa                       |                    | 4:32    |  |
| 6.  | "Sinto"                 | D.A.M.A.                     |                    | 2:55    |  |
| 7.  | "Era Eu"                | D.A.M.A.                     | Salvador e Cláudia | 3:46    |  |
| 8.  | "Dialeto"               | Diogo Piçarra                | Rita               | 3:34    |  |
| 9.  | "Só Mais Um Dia"        | D8                           | Cátia              | 3:05    |  |
| 10. | "Hurts"                 | Emeli Sandé                  |                    | 4:02    |  |
| 11. | "O Meu Amor"            | Mafalda Veiga                |                    | 3:15    |  |
| 12. | "Não Vou"               | Paulo Sousa                  | Inês               | 3:57    |  |
| 13. | "Histórias"             | Ricardo de Sá                |                    | 3:32    |  |
| 14. | "Do You No Wrong"       | Richie Campbell              | Bia e Jorge        | 4:04    |  |
| 15. | "Velha Infância"        | Tribalistas                  | Bia e Jorge        | 4:05    |  |
| 16. | "Boa Sorte / Good Luck" | Vanessa da Mata e Ben Harper | Bia                | 3:46    |  |
| 17. | "Rainha"                | Virgul                       | Jéssica e Hadja    | 3:07    |  |
| 18. | "Batuque de Angola"     | Zezé Motta                   |                    | 3:36    |  |
| 19. | "Ficar A Teu Lado"      | Zezé Motta                   |                    |         |  |
| 20. | "Violet Hill"           | Coldplay                     |                    | 3:43    |  |

### Não incluídas
- Nuria Mallena - "Ouro Verde" (Tema de Mónica)
- Ricardo Tininha - "Devo Tentar"
- Leandro - "Se nunca mais te vir" (Tema de Amanda)

## Transmissão
Na TVI foi emitida de 8 de janeiro a 3 de outubro de 2017. Foi retransmitida pela TVI Ficção desde janeiro de 2019.
No Brasil, foi exibida de 15 de julho de 2019 a 14 de setembro de 2020, em 367 capítulos, no horário nobre da Band com dobragem em português brasileiro (com os atores brasileiros tendo suas falas preservadas), substituindo a novela turca Minha Vida e sendo substituída pela reposição da versão brasileira de Floribella. 
Está disponível na íntegra na plataforma de streaming Globoplay. A versão com áudio original teve a primeira temporada disponibilizada semanalmente, às segundas-feiras, em blocos de quinze capítulos, de 24 de janeiro a 07 de março de 2022. A versão com dobragem, por sua vez, teve a primeira temporada disponibilizada em 30 de maio de 2022. A segunda temporada de ambas as versões foi disponibilizada na plataforma em 22 de agosto de 2022.
Na França, a novela foi adquirida pelo canal Chérie 25 em 2019, sendo exibida de segunda a sexta, às 11:45 da manhã.

Está em exibição em Moçambique através do canal TV Sucesso.
| País     | Emissora/Plataforma | Título adaptado        | Estreia               | Final                  | Dia/Horário                |
| -------- | ------------------- | ---------------------- | --------------------- | ---------------------- | -------------------------- |
| Portugal | TVI                 | Ouro Verde             | 8 de janeiro de 2017  | 3 de outubro de 2017   | Segunda a Sábado, às 21h30 |
| Brasil   | Band                | Ouro Verde             | 15 de julho de 2019   | 14 de setembro de 2020 | Segunda a Sábado, às 20h25 |
| Brasil   | Globoplay           | Ouro Verde             | 24 de janeiro de 2022 | 22 de agosto de 2022   | -                          |
| Brasil   | Globoplay           | Ouro Verde             | 30 de maio de 2022    | 22 de agosto de 2022   | -                          |
| França   | Chérie 25           | Le Prix de la Trahison | 2019                  | 2019                   | Segunda a Sexta, às 11h45  |

## Lista de Partes
| Resumo | Resumo | Episódios | Episódios | Originalmente exibido | Originalmente exibido |
| Resumo | Resumo | Episódios | Episódios | Estreia da temporada  | Final da temporada    |
| ------ | ------ | --------- | --------- | --------------------- | --------------------- |
|        | 1      | 97        | 97        | 8 de janeiro de 2017  | 6 de maio de 2017     |
|        | 2      | 124       | 124       | 8 de maio de 2017     | 3 de outubro de 2017  |

## Audiências
Na estreia, dia 8 de Janeiro de 2017, Ouro Verde foi líder e marcou 15,5% de rating e 29,6% de share, com cerca de 1 milhão e 500 mil espectadores. Ao 5.º episódio, a novela aumenta os valores deixados pela anterior, A Única Mulher, marcando 16,3% de rating e 31,5% de share, com cerca de 1 milhão e 580 mil espectadores. O episódio regular mais visto da novela registou 16,5% de rating e 32,3% de share, com cerca de 1 milhão e 602 mil espectadores. A 19 de Janeiro, com o encontro de Jorge e Miguel no BBFF, a novela marcou 15,5% de rating e 30,1% de share, na liderança. No dia seguinte, a novela bate recorde e lidera com 16,0% de rating e 31,6% de share. A 8 de Maio de 2017, inicio da 2ª parte, a novela registou 13,3% de rating e 29,4% de share, na liderança. Já o episódio menos visto da novela foi a 5 de Agosto de 2017 onde registou 9,5% de rating, com cerca de 900 mil espectadores e 21,6% de share foi o share menos visto de sempre conquistado no dia 13 de Maio de 2017. O último episódio bateu recorde de rating e share e atingiu a liderança total com 17,5% e 35,8% respectivos, com cerca de 1 milhão e 698 mil espectadores, sendo este o final mais visto de uma novela da TVI desde Meu Amor em 2010.
| Média | Média     | Episódios exibidos | Rating | Share | Ref.   |
| ----- | --------- | ------------------ | ------ | ----- | ------ |
| 2017  | Janeiro   | 18                 | 14,8%  | 29,2% | [ 20 ] |
| 2017  | Fevereiro | 22                 | 13,9%  | 28,5% | [ 21 ] |
| 2017  | Março     | 27                 | 13,4%  | 28,1% | [ 21 ] |
| 2017  | Abril     | 24                 | 13,4%  | 27,9% | [ 22 ] |
| 2017  | Maio      | 24                 | 13,6%  | 28,5% | [ 23 ] |
| 2017  | Junho     | 25                 | 13,4%  | 28,7% | [ 24 ] |
| 2017  | Julho     | 26                 | 13,6%  | 28,9% | [ 25 ] |
| 2017  | Agosto    | 27                 | 13,0%  | 28,4% | [ 25 ] |
| 2017  | Setembro  | 26                 | 14,1%  | 28,9% | [ 26 ] |
| 2017  | Outubro   | 2                  | 16,7%  | 33,5% | [ 25 ] |
| Total | Total     | 221                | 14,0%  | 29,1% |        |

Nota: Cada ponto de rating equivale a 95 000 espetadores. Estes dados incluem visualização em diferido. 
| Recordes | Rating | Share |
| -------- | ------ | ----- |
| Positivo | 17,5%  | 35,8% |
| Negativo | 9,5%   | 21,6% |

### Audiência no Brasil
Na sua estreia na Band no dia 15 de julho de 2019, Ouro Verde marcou 2,3 pontos com 3,5 de pico e 3,2% de share, ficando em quarto lugar, aumentando a audiência no horário. O quarto capítulo bateu recorde e marcou 2,5 pontos. Bateu recorde no dia 28 de março de 2020 e consolidou 3 pontos. O último capítulo de Ouro Verde na Band marcou 2,3 pontos.

## Audiências (2022)
A 6 de junho de 2022, o primeiro episódio da reposição de "Ouro Verde" registou 3.6 de rating, 11,9% de share e 344.900 espectadores. Ficando em 3º lugar nas audiências.
No dia seguinte, 7 de junho, o segundo episódio da reposição marcou 3.7 de rating, 13,0% de share e 354.400 espectadores. Permanecendo no 3º lugar.
A 13 de junho, a novela bateu um recorde negativo desde da (re)estreia, A novela fez 3.4 de rating, 11,0% de share e 322.600 espectadores não saindo do 3º lugar.
No dia 16 de junho, a novela teve o seu pior valor em share, fez 3.7 de rating, 348.800 espectadores e 9,6% de share, a trama ficou em 3º.
No dia 17 de junho, ouro verde bate recorde de rating, a trama marcou 3.9 de rating, 12,6% de share e 365.200 espectadores. Mas a novela não saiu do 3º lugar, no melhor momento, a novela marcou 4.4/12.6%.
Poucos dias depois, a 21 de junho "Ouro Verde" bate novamente recorde de rating e marca 4.1 de rating, 12,6% de share e 383.600 espectadores, a trama ainda conseguiu a vice-liderança até ás 18h50, depois desde daí caiu para 3º.
No dia 5 de julho de 2022, terça, a reposição de "Ouro Verde" registou o seu pior valor de sempre, com um registo de 3 pontos de rating, 10,1% de share e 280.000 espectadores, "Ouro Verde" não saiu do 3º lugar, ainda teve um pico de 3.3/9,7%.
Poucos dias depois, no dia 13 de julho, "Ouro Verde" voltou a atingir o pior valor de sempre com apenas 2.8 de rating, 8,4% de share e 262.800 espectadores, continuando em terceiro lugar. O pico foi de 3.1/9,0%.
A 24 de agosto, a reposição de "Ouro Verde" aproveita os bons resultados de Goucha e bate recorde nas audiências. "Ouro Verde (R)" marcou 4.3 de rating, 13,1% de share e ainda 407.600 espectadores.
Apesar de não ter vencido Fina Estampa, que era emitida na SIC no mesmo horário, esteve sempre na vice-liderança, ultrapassando Portugal em Direto da RTP1, ao contrário dos dias anteriores,  em que a reposição fica em 3°.

## Curiosidades
- Marca o regresso de Diogo Morgado às novelas da TVI, 14 anos depois.
- Foi a primeira novela da atriz Sofia Escobar, atriz mais dedicada ao teatro musical, tanto em Portugal como em Londres.
- Conta com gravações em Lisboa, no Rio de Janeiro e na Amazónia.
- Para fazer parte do elenco desta novela, a TVI contratou 6 atores brasileiros.

## Prémios
| Ano  | Prémio                  | Categoria         | Resultado |
| ---- | ----------------------- | ----------------- | --------- |
| 2018 | Emmy Internacional 2018 | Melhor Telenovela | Venceu    |